# Brunne i Solberg
Brunne i Solberg – miejscowość (småort) w Szwecji w gminie Härnösand w regionie Västernorrland. Około 164 mieszkańców.